# Djiman Koukou
Pour les articles homonymes, voir Koukou (homonymie).
 (juin 2016).
Si vous disposez d'ouvrages ou d'articles de référence ou si vous connaissez des sites web de qualité traitant du thème abordé ici, merci de compléter l'article en donnant les références utiles à sa vérifiabilité et en les liant à la section « Notes et références ».
Djiman Waïdi Koukou est un footballeur international béninois, né le 14 novembre 1990 à Porto-Novo. Il joue au poste de milieu défensif.

## Biographie

### Débuts au Bénin (2006-2009)
Il se révèle au niveau du championnat national lors de la saison 2007-2008 avec le Soleil FC. Milieu défensif de formation, il est réputé comme un grand bagarreur dans l'entre jeu[réf. nécessaire].
Koukou débute en sélection nationale en novembre 2007 lors du tournoi de l'union monétaire des États ouest africains (Uemoa) à Ouagadougou au Burkina Faso, tournoi exclusivement réservé aux joueurs locaux. Il est promu capitaine de des écureuils. 
À la suite du bon tournoi qu'il réalise il est sélectionné par Reinhard Fabisch pour la CAN 2008 au Ghana, cependant il ne participe à aucun match.
En novembre 2008 il est à nouveau sélectionné pour le tournoi de l'Uemoa 2009 qui a lieu à Bamako. 
Après cette compétition Koukou est régulièrement appelé en équipe nationale A puisqu'il bénéficie de la confiance du sélectionneur Michel Dussuyer. Il honore officiellement sa première sélection en juin 2008 contre l'Angola à Cotonou (match gagné par les écureuils trois buts à deux).
Néanmoins, en janvier 2009 il effectue un essai non concluant à l'OGC Nice. Il tape cependant dans l'œil de Patrick Aussems alors directeur technique national et sélectionneur national junior. 

### Premiers pas en Europe: Évian Thonon Gaillard et US Créteil-Lusitanos (2009-2011)
En juin 2009 le technicien belge démissionne de la direction nationale, à la suite de sa nomination au poste d'entraîneur adjoint d'Évian Thonon Gaillard, club de troisième division française. Il décide d'emmener le jeune international béninois qui signe ainsi son premier contrat pro.
Il joue 19 rencontres et marque un but.
En 2010, il signe son contrat au USCL évoluant en National il joue 38 matches et marque un seul but durant la saison

### Carrière portugaise (2011-2012)
En 2011, il signe au SC Beira-Mar au Portugal en LIGA NOS ne participe à aucune rencontres. Il est ensuite prêté au CF Os Belenenses  où il joue 21 matches.

### Retour en France: Chamois niortais (2013-2016)
En janvier 2013, Djiman Koukou signe au Chamois niortais football club, club de deuxième division française, en provenance d'un club de Division d'Honneur (sixième échelon national), l'UMS Montélimar, où il avait effectué un discret retour en France après son passage au Portugal. Il joue 9 matches pour la saison 2012-2013.
Lors de la saison 2013-2014 il est considéré comme titulaire indiscutable et participe à 36 rencontres de championnat de ligue 2.
En 2014-2015 il joue 34 matches en ligue 2 pour un temps de jeu de 2905 minutes. 
La saison 2015-2016 est sa dernière année au club. Il marque deux buts : le premier lors de la troisième journée de championnat alors que son équipe est mené sur le score d'un buit à zéro par le Football Club Sochaux-Montbéliard il égalise à la 85e minutes score final 1-1, et le second, à la 89e minute, lors de la neuvième journée contre Clermont Foot alors que son équipe est mené sur le score d'un but à zéro. Il fait également deux passes décisives dont une qui donne la victoire au Chamois Niortais Football Club contre l'US Créteil-Lusitanos. Il joue 38 matches et son club termine 16e du championnat de ligue 2, obtenant le maintien.

### RC Lens (2016-2018)

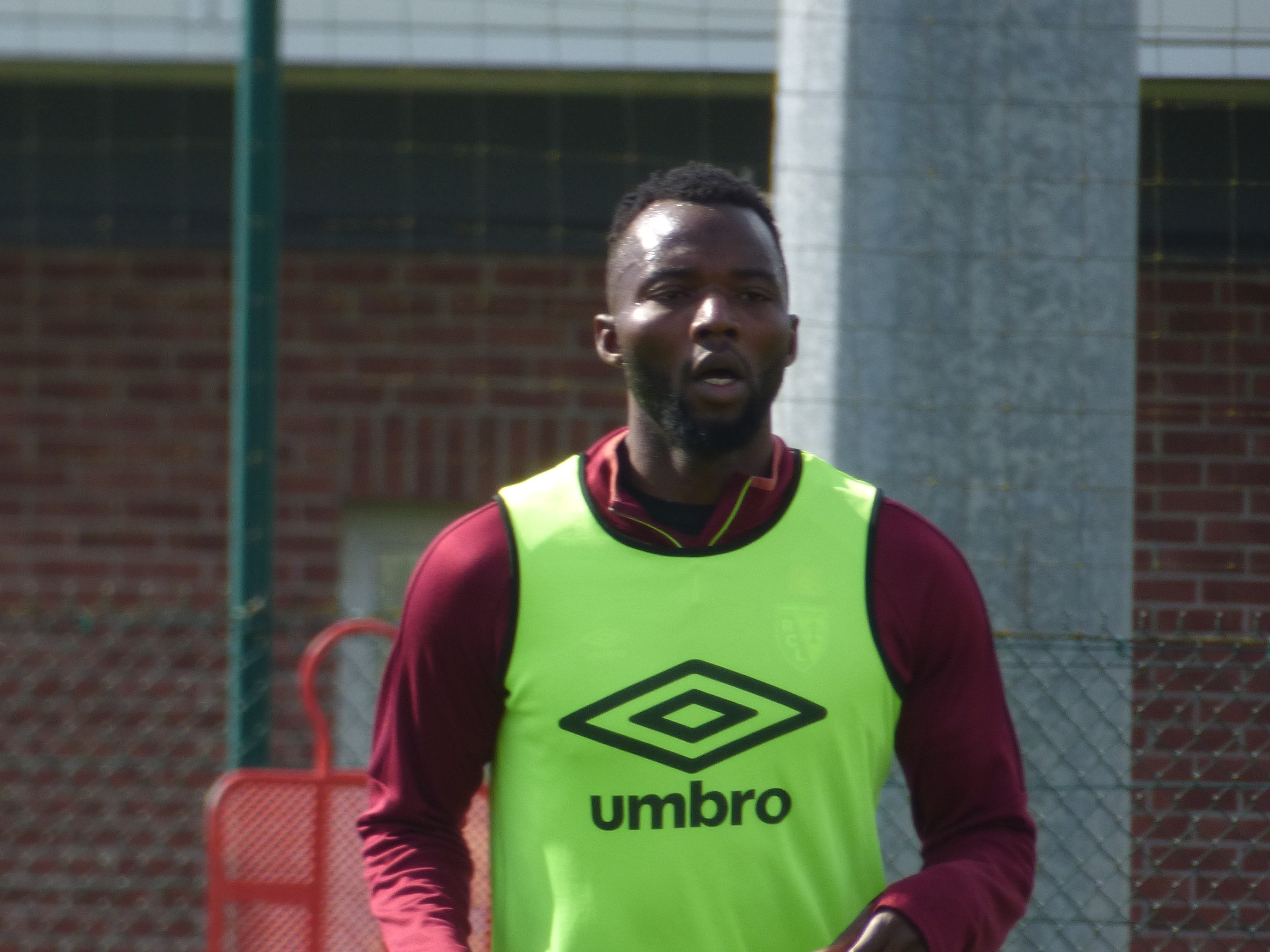
Djiman KouKou à entrainement.

Le 2 juillet 2016, il rejoint le RC Lens pour deux saisons plus une supplémentaire en cas de montée en Ligue 1. Le 9 août 2016, il joue son premier match en Coupe de la Ligue contre l'AC Ajaccio. D'abord aligné comme titulaire, Koukou alterne entre le terrain et le banc des remplaçants pendant toute la saison 2016-2017, n'arrivant pas réellement à s'imposer au sein de l'équipe lensoise. Le 22 août, il est nommé capitaine par le nouveau Coach Éric Sikora lors du déplacement à Lorient pour le 2ème tour de la coupe de la Ligue. Il inscrit d'ailleurs son premier but avec les sang et or.
En fin de contrat au terme de la saison 2017-2018, il quitte le RC Lens.

### Red Star (depuis 2019)
Après une saison en Roumanie à l'Astra Giurgiu, il s'engage en fin de mercato estival avec le Red Star FC qui vient de descendre en troisième division.